# Гавриїл IV Константинопольський
Патріарх Гавриїл IV (грец. Πατριάρχης Γαβριήλ Δ΄; розум. 29 червня 1785) — Константинопольський Патріарх, який займав престол з 1780 по 1785 роки.

## Біографія
Гавриїл народився у місті Смирна в аристократичній родині. Там же здобув освіту і служив у клірі митрополита Неофіта, який у 1767 році хіротонізував Гавриїла в сан єпископа Мосхонісії.
Потім Гаврило був митрополитом Янини, а у квітні 1771 року став єпископом Стародавніх Патр. Він завжди дотримувався церковного порядку і послідовності.
У 1780 році Гаврило був обраний Патріархом Константинопольським. Він допоміг відновити авторитет Афанасію Паріосу, вигнаному з Афона за участь у суперечках про кутя та панахиди у неділю.
Найбільш значущими адміністративними розпорядженнями Гавриїла IV були: дозвіл православним християнам в Індії одружуватися з іновірцями, визнання за Синайським монастирем юрисдикції Єрусалимського патріарха (1782), затвердження в монастирі преподобного Ксенофонта на Афоні товариського. Також патріарх приділяв багато уваги благоустрою ставропігійних монастирів та народних шкіл, надавав підтримку грецьким громадам Західної Європи.
Гавриїл IV помер 29 червня 1785 року і був похований в одній могилі з його попередником, Софронієм II, у дворі церкви Асоматон (Архангелів) у Великій Силі (нині село Арнавутка в передмісті Стамбула).